# 袖珍椰属
袖珍椰属（学名：Collinia），也称袖珍椰子属，为棕榈科的一个属。

## 下属物种
本属包括以下物种：
- 袖珍椰子 Collinia elegans Liebm.
- Collinia elatior Liebm.
- Collinia humilis Liebm.